# Gilak ciemnogłowy
Gilak ciemnogłowy (Rhodopechys sanguineus) – gatunek małego ptaka z rodziny łuszczakowatych (Fringillidae), występujący w Eurazji i Afryce.

## Systematyka
Wyróżniono dwa podgatunki R. sanguineus:
- R. sanguineus sanguineus – gilak ciemnogłowy[4]; występuje w południowo-centralnej i wschodniej Turcji, Libanie, północnym Izraelu, zachodniej Syrii, południowym Kaukazie, Iranie, południowym Turkmenistanie i północnym Afganistanie na wschód po południowo-wschodni i wschodni Kazachstan, Tadżykistan i północno-zachodnie Chiny[2]
- R. sanguineus alienus – gilak białobrody[4] – takson o niepewnej pozycji systematycznej, przez część autorów traktowany jako odrębny gatunek[5][6][7]. Występuje w Maroku i północno-wschodniej Algierii[7].

## Morfologia
Długość ciała 15–18 cm, masa ciała 32–48 g. Charakterystycznymi elementami w upierzeniu jest czarny wierzch głowy, cętkowany grzbiet, prążkowane boki ciała i różowe skrzydła, szczególnie dobrze widoczne w locie. Dziób w kolorze kości słoniowej, nogi ciemne, tęczówki ciemne; z przodu głowy widoczny różowy nalot w różnych ilościach. Występuje nieznaczny dymorfizm płciowy. Ogon czarny z białymi krawędziami.

## Ekologia i zachowanie
Zamieszkuje górskie pola i suche płaskowyże. Wabi miękkim tiriip.

## Status
IUCN uznaje podgatunki gilaka ciemnogłowego za osobne gatunki, oba zalicza do kategorii najmniejszej troski (LC – Least Concern), a trend liczebności ich populacji uznaje za stabilny. 